# Balázs Bácskai
Balázs Imre Bácskai (* 29. Januar 1988 in Budapest) ist ein ungarischer Profiboxer im Halbmittelgewicht.

## Amateurkarriere
Balázs Imre Bácskai begann im Alter von sieben Jahren in Budapest mit dem Boxsport. Sein erster Trainer war sein Vater Imre Bácskai, der als Boxer an den Olympischen Sommerspielen 1980 und 1988 teilnahm, sowie jeweils die Silbermedaille beim Weltcup 1983 und den Europameisterschaften 1985 gewann. Seine späteren Trainer waren der Europameister, Weltmeister und olympische Medaillengewinner Zsolt Erdei, sowie der ungarische Nationaltrainer László Kovács.
Er wurde 2008, 2009, 2010, 2011, 2012, 2015 und 2016 Ungarischer Meister im Weltergewicht, sowie 2013 und 2014 Ungarischer Meister im Mittelgewicht. Seine größten Erfolge im Nachwuchs waren der Gewinn einer Bronzemedaille bei den Kadetten-Europameisterschaften 2003 in Kaunas, der Goldmedaille bei den Junioren-EU-Meisterschaften 2006 in Rom und der Goldmedaille bei den Junioren-Weltmeisterschaften 2006 in Agadir. Weiters war er Teilnehmer der Kadetten-Weltmeisterschaften 2003 in Bukarest (Achtelfinale), der Schüler-Europameisterschaften 2003 in Rom (Viertelfinale) und der Junioren-Europameisterschaften 2005 in Tallin (Viertelfinale).
Bei der europäischen Olympiaqualifikation 2008 in Athen schied er im Achtelfinale gegen Jaoid Chiguer und bei den Europameisterschaften 2008 in Liverpool im Viertelfinale gegen Abdülkadir Köroğlu aus.
2009 gewann er im Weltergewicht die EU-Meisterschaften in Odense, wobei er diesmal unter anderem Jaoid Chiguer bezwingen konnte. Er startete daraufhin auch bei den Weltmeisterschaften 2009 in Mailand und besiegte Vasile Belous sowie Pedro Lima, ehe er gegen den späteren Silbermedaillengewinner Andrei Samkowoi ausschied.
Seinen größten Erfolg erzielte er mit dem Gewinn der Goldmedaille im Weltergewicht bei den Europameisterschaften 2010 in Moskau. Er schlug dabei Patrick Wojcicki, Egidijus Kavaliauskas, Ionuț Gheorghe, Taras Schelestjuk und Alexis Vastine.
2011 scheiterte er bei den Europameisterschaften in Ankara an Adriani Vastine und bei den Weltmeisterschaften in Baku an Errol Spence, hatte davor jedoch Gabriel Maestre besiegt.
2012 unterlag er bei der europäischen Olympiaqualifikation in Trabzon im Viertelfinale gegen Abdülkadir Köroğlu und bei den Europameisterschaften 2013 in Minsk im ersten Kampf gegen Tamerlan Abdullayev. Bei den Weltmeisterschaften 2013 in Almaty schlug er Apichet Sansit, unterlag dann aber mit 1:2 gegen den späteren Bronzemedaillengewinner Gabriel Maestre.
2014 schied er im Halbfinale der EU-Meisterschaften in Sofia mit 1:2 gegen Michael O’Reilly aus und gewann damit Bronze im Mittelgewicht. Die Europaspiele 2015 in Baku endeten für ihn mit einer Niederlage im Achtelfinale gegen Souleymane Cissokho. Bei den Europameisterschaften 2015 in Samokow gelang ihm ein Sieg gegen Araik Marutjan, ehe er gegen den späteren Goldmedaillengewinner Eimantas Stanionis unterlag.
Im Februar 2016 boxte er einen Kampf für das Team Caciques de Venezuela in der World Series of Boxing, siegte dabei gegen Steven Donnelly und wurde zum WSB-Boxer der Woche gewählt.
Nachdem er im April 2016 bei der europäischen Olympiaqualifikation in Samsun mit 1:2 gegen Vincenzo Mangiacapre ausgeschieden war, besiegte er im Juni 2016 beim olympischen Qualifikationsturnier in Baku Oliver Flodin, Paul Kroll, Abass Baraou und Pawel Kastramin. Er hatte sich damit für die Olympischen Sommerspiele 2016 in Rio de Janeiro qualifiziert, wo er gegen den späteren Bronzemedaillengewinner Souleymane Cissokho ausschied.
Des Weiteren boxte er für den Nordhäuser SV in der 1. Deutschen Bundesliga, gewann 34 von 36 Kämpfen und wurde 2017 Mannschaftsmeister. Zudem gewann mehrere internationale Turniere, darunter das Tammer Turnier 2014 und 2015.

## Profikarriere
In seinem Debütkampf bei den Profis sicherte er sich am 10. Juni 2017 den Ungarischen Meistertitel im Mittelgewicht gegen Norbert Harcsa (Bilanz: 8-0). Am 11. Dezember 2020 wurde er in seinem 14. Kampf WBO-Intercontinental-Champion im Halbmittelgewicht, nachdem er den Deutschen Nick Klappert (28-3) durch TKO in der zweiten Runde besiegt hatte. Den Titel verteidigte er erstmals im September 2021 einstimmig nach Punkten gegen den Argentinier Guido Pitto (27-8).
Am 29. April 2022 besiegte er den Niederländer Xavier Kohlen (11-0) und wurde IBO-International-Champion im Halbmittelgewicht. Am 24. Mai 2024 wurde er mit einem TKO-Sieg gegen den Dänen Kim Poulsen (32-6) Europameister der WBO im Supermittelgewicht.